# Aspitates churchillensis
Aspitates churchillensis är en fjärilsart som beskrevs av Munroe 1963. Aspitates churchillensis ingår i släktet Aspitates och familjen mätare. Inga underarter finns listade i Catalogue of Life.